# Mithrobuzanes (Sophene)
Mithrobuzanes aus der Dynastie der Orontiden war im 2. Jahrhundert v. Chr. Herrscher des im Osten der heutigen Türkei gelegenen hellenistischen Königreichs Sophene.
Zariadris, der Vater des Mithrobuzanes, hatte die Sophene nach der Schlacht bei Magnesia (190/189 v. Chr.) aus dem Seleukidenreich herausgelöst und den Königstitel angenommen. Als er um 163 v. Chr. starb, hielt sich sein Sohn Mithrobuzanes im benachbarten Kappadokien auf, während sich sein anderer Sohn in Armenien befand. Der armenische König Artaxias I. schlug daraufhin seinem kappadokischen Kollegen Ariarathes V. vor, die Söhne des Zariadris zu töten und die Sophene zwischen ihren beiden Reichen aufzuteilen. Ariarathes ließ Mithrobuzanes jedoch unbehelligt und dieser konnte die Herrschaft in der Sophene übernehmen.
Wann Mithrobuzanes starb, ist nicht überliefert. Orontes IV., der um 93 v. Chr. von Tigranes II., einem Urenkel Artaxias’ I., als König der Sophene abgesetzt wurde, war wahrscheinlich sein Sohn.